# لوستبيديا
لوستبيديا هو موقع ويكي يحتوي على معلومات حول المسلسل الأمريكي لوست. أطلق في 22 سبتمبر 2005 على يد كيفين كروي  هذا الموقع يستخدم برنامج ميدياويكي ليضمن وجود قاعدة بيانات حول لوست يمكن لأي شخص تعديلها. محتويات هذا الموقع متوفرة تحت رخصة المشاع المبدع (by-nc-nd)، لكن لا يمكن إتعماله لهدف تجاري ولا يمكن تعديله من قبل الأشخاص الذين لا ينتمون لمجتمع الموقع.

## التاريخ
أنشأت لوستبيديا في 22 سبتمبر 2005 من قبل الأمريكي كيفين كروي، بعد سنة من بداية المسلسل وفي اليوم التالي لعرض الحلقة الأولى من الموسم الثاني من لوست. ثم ظهرت عدة نسخ بلغات أخرى منها النسخة العربية التي أطلقت في 20 مايو 2010. في 18 ديسمبر 2008 أصبح هذا الموقع جزءا من ويكيا. وظهرت 18 نسخة بلغات أخرى حيث احتوت كل لغات لوستبيديا حوالي 24000 مقالة منها 600 مقالة فقط في لوستبيديا العربية.

## السياسات وطريقة العمل
لوستبيديا هي إحدى المواقع التي تستضيفها ويكيا. والموقع يعمل بنظام الويكي: كل شخص حر في تحرير المقالات وذلك لتطويرها، لذلك فمشاركات المستخدمين هو عمل تطوعي.
يحتوي الموقع على معلومات حول كل شيء يتعلق بلوست: الشخصيات، الحلقات، الأحداث الغامضة، الممثلين والإنتاج، والإصدارات المتعلقة بلوست مثل الروايات وألعاب فيديو... كما ترافق كل مقالة صفحة نظريات لتمكين عشاق السلسة من كتابة نظرياتهم وتوقعاتهم حول لوست ومشاركتها.
كما يتم إتباع سياسة صارمة حول حرق الأحداث. فإن أي محاولة من مستخدم حول إضافة معلومات أو شخصيات لم تظهر بعد تؤدي به إلى نفي دائم. كما توضع علامات تحذير حرق الأحداث فوق كل المقالات والحلقات التي لم تعرض بعد في لغة تلك النسخة فالمعلومات الموجودة في لوستبيديا العربية محدثة إلى آخر حلقة أو إصدار صدر في الولايات المتحدة. وليس في العالم العربي لكن تكتفي بوضع علامات تحذير أمام المقالات المفسدة.

## التأثير
- في 28 ديسمبر 2007، اختيرت لوستبيديا في المركز 3 من قبل مجلة Entertainment Weekly في أحسن مواقع أنشئها المعجبون في الإنترنت.[6]
- في يونيو 2008، كانت لوستبيديا في المركز الأول في ترتيب أحسن موسوعات الإنترنت في العالم غير ويكيبيديا حسب مجلة Wired Magazine.[7]
- أثناء لعبة لوست: التجربة وهي لعبة قام بها منتجوا لوست حيث توضع العديد من القطع ويجب ربطها ببعضها فتم وضع القطعة 42 في موقع لوستبيديا.[8][9]
- تم ذكر لوستبيديا من قبل منتجي وصانعي لوست كارلتون كيوس ودامون ليندلوف في لقاء في دي في دي الموسم الرابع حول اكتشاف أعضاء الموقع لحقيقة شخصية جيريمي بينثام.
- في يونيو 2008 بدأت لوستبيديا تقوم بحوارات صحفية مع العديد من طاقم الإنتاج والممثلين الأساسيين والثانويين مثل جورج غارسيا، مايكل إيمرسون، ريبيكا مادر، فرانسوا تشاو وديفيد فوري.[10]

## وصلات خارجية
- لوستبيديا العربية